# Tirà ramader
El tirà ramader (Machetornis rixosa) és una espècie d'ocell passeriforme de la família dels tirànids. És l'únic membre del gènere Machetornis. Es troba en el nord de l'Argentina, Bolívia, Brasil, Colòmbia, l'Equador, Panamà, el Paraguai, Uruguai i Veneçuela.